# رز آوسلندر
رز آوسلندر (انگلیسی: Rose Ausländer; ۱۱ مهٔ ۱۹۰۱ – ۳ ژانویهٔ ۱۹۸۸) با نام تولد روزالی بیاتریس شرزر شاعر یهودیان بود که به زبان‌های آلمانی و انگلیسی می‌نوشت. او در چرنیوتسی در بوکوفینا به دنیا آمد و در طول زندگی خود شاهد تغییرات سیاسی این منطقه بود که به ترتیب تحت حاکمیت اتریش-مجارستان، پادشاهی رومانی و سرانجام اتحاد جماهیر شوروی قرار گرفت. 
رز آوسلندر زندگی خود را در کشورهای مختلفی از جمله اتریش-مجارستان، رومانی، ایالات متحده آمریکا و آلمان غربی گذراند.

## زندگی‌نامه

### سال‌های اولیه و تحصیلات، ۱۹۰۱–۱۹۲۰
رز آوسلندر در چرنیوتسی، بوکوفینا (امروزه چرنیوتسی، اوکراین) در یک خانوادهٔ یهودی آلمانی‌زبان متولد شد. در آن زمان، چرنیوتسی بخشی از اتریش-مجارستان بود. پدرش زیگموند (زوسی) شرزر (۱۸۷۱–۱۹۲۰) اهل شهری کوچک در نزدیکی چرنیوتسی بود و مادرش کاثی آتیه ریفکه بیندر (۱۸۷۳–۱۹۴۷) در چرنیوتسی در یک خانوادهٔ آلمانی‌زبان متولد شده بود.
از سال ۱۹۰۷، او در چرنیوتسی به مدرسه رفت. در سال ۱۹۱۶، خانواده‌اش از ترس نیروی زمینی امپراتوری روسیه به وین گریختند اما در سال ۱۹۲۰ به چرنیوتسی بازگشتند که پس از ۱۹۱۸ بخشی از پادشاهی رومانی شده و به نام چرنووتس (Cernăuți) شناخته می‌شد.
در سال ۱۹۱۹، او تحصیل در رشته‌های ادبیات و فلسفه را در چرنووتس آغاز کرد. در همین دوران، علاقهٔ مادام‌العمر او به فیلسوف کنستانتین برونر شکل گرفت. پس از درگذشت پدرش در سال ۱۹۲۰، او دانشگاه را ترک کرد.

### مینیاپولیس و نیویورک، ۱۹۲۱–۱۹۲۷
در سال ۱۹۲۱، او به همراه دوست دانشگاهی خود، که بعدها همسرش شد، ایگناز آوسلندر، به ایالات متحده آمریکا مهاجرت کرد. در مینیاپولیس، او به عنوان ویراستار برای روزنامهٔ آلمانی‌زبان هرالد غربی کار می‌کرد و در گردآوری تقویم هِرولد آمریکا مشارکت داشت، جایی که نخستین اشعارش را منتشر کرد.
در سال ۱۹۲۲، او همراه با آوسلندر به نیویورک نقل مکان کرد و در ۱۹ اکتبر ۱۹۲۳ با او ازدواج کرد. اما سه سال بعد، در ۲۵ سالگی، از او جدا شد اما نام خانوادگی‌اش را حفظ کرد. او در سال ۱۹۲۶ شهروند ایالات متحده شد.: ۷ 
در چرخهٔ اشعار نیویورک (۱۹۲۶–۱۹۲۷)، اکسپرسیونیسم آثار اولیه‌اش جای خود را به زبانی کنترل‌شده‌تر و خنثی‌تر در سبک عینیت نو داد. علاقهٔ او به اندیشه‌های باروخ اسپینوزا تحت تأثیر فیلسوف کنستانتین برونر بود که در کنار افلاطون، زیگموند فروید و دیگران، موضوع مقالات بعدی او شد.

### چرنووتس و نیویورک، ۱۹۲۶–۱۹۳۱
در سال ۱۹۲۶، او برای دو سال به چرنووتس بازگشت تا از مادر بیمارش مراقبت کند. در آنجا، او با خط‌شناسی هلیوس هخت آشنا شد که شریک زندگی‌اش شد. در سال ۱۹۲۸، او به همراه هخت دوباره به نیویورک بازگشت. او تا سال ۱۹۳۱ اشعار خود را در  روزنامه مردمی نیویورک و روزنامهٔ سوسیالیستی فور-ورتس در چرنووتس منتشر می‌کرد.

### چرنووتس، ۱۹۳۱–۱۹۴۵
در سال ۱۹۳۱، او بار دیگر برای مراقبت از مادرش به چرنووتس بازگشت و تا سال ۱۹۴۰ برای روزنامهٔ روزنامه صبح چرنویتس کار کرد. او در سال ۱۹۳۴ تابعیت آمریکایی خود را از دست داد، زیرا بیش از سه سال در آمریکا نمانده بود. در همان سال از هلیوس هخت جدا شد.
در سال ۱۹۳۹، نخستین مجموعهٔ شعری او با عنوان Der Regenbogen (رنگین‌کمان) با حمایت نویسندهٔ بوکووینیایی آلفرد مارگول-اسپربر منتشر شد. اگرچه این کتاب با استقبال منتقدان روبرو شد، اما موفقیتی در بین عموم مردم نداشت و بخش عمده‌ای از نسخه‌های آن در جریان اشغال چرنووتس توسط آلمان نازی در سال ۱۹۴۱ نابود شد.
بین سال‌های ۱۹۴۱ تا ۱۹۴۴، او به عنوان کار اجباری در جریان جنگ جهانی دوم (Zwangsarbeiter) در گتوی چرنووتس کار کرد. او به همراه مادر و برادرش دو سال را در گتو سپری کرد، و سپس یک سال دیگر را در خفا ماند تا از تبعید به اردوگاه‌های کار اجباری آلمان نازی در امان بماند.
در بهار ۱۹۴۳، آوسلندر در گتو چرنووتس با شاعر پل سلان آشنا شد. سلان بعدها تصویر «شیر سیاه» از یکی از اشعار ۱۹۳۹ آوسلندر را در شعر معروف خود، توده‌س‌فوگه (فوگ مرگ) که در سال ۱۹۴۸ منتشر شد، به کار برد. آوسلندر در این‌باره گفته است: «این موضوع بدیهی است، زیرا شاعر می‌تواند هر ماده‌ای را در شعر خود دگرگون کند. این برای من افتخار است که یک شاعر بزرگ از کارهای متواضعانهٔ من الهام گرفته است».
در بهار ۱۹۴۴، بوکووینا بخشی از اتحاد جماهیر شوروی شد. آوسلندر تا سپتامبر ۱۹۴۴ در کتابخانهٔ شهر چرنووتس کار می‌کرد.

### نیویورک، ۱۹۴۴–۱۹۶۶
در اکتبر ۱۹۴۴، آوسلندر به نیویورک بازگشت. در سال ۱۹۴۷، مادرش درگذشت و او دچار فروپاشی جسمی شد.
بین سال‌های ۱۹۴۸ تا ۱۹۵۶، آوسلندر اشعار خود را تنها به زبان انگلیسی می‌نوشت. از ۱۹۵۳ تا ۱۹۶۱، او با کار به عنوان خبرنگار خارجی در یک شرکت حمل‌ونقل در نیویورک امرار معاش می‌کرد و در سال ۱۹۴۸ بار دیگر تابعیت آمریکایی را به دست آورد.
هنگام شرکت در کنفرانس نویسندگان نیویورک در کالج واگنر، استتن آیلند، آوسلندر با شاعر ماریان مور آشنا شد. این آغاز یک دوستی بود که در چندین نامه مستند شده است؛ در این نامه‌ها، مور به آوسلندر توصیه‌هایی دربارهٔ نوشتن ارائه داد و در نهایت او را به بازگشت به سرایش شعر به زبان آلمانی تشویق کرد. برخی از اشعار انگلیسی آوسلندر به مور تقدیم شده‌اند.
در سال ۱۹۵۷، او بار دیگر در پاریس با پل سلان دیدار کرد و با او دربارهٔ شعر مدرن، شعر و هولوکاست گفتگو کرد. او به زبان مادری خود بازگشت.
سلان او را تشویق کرد که «سبک شعری خود را که پیش‌تر تحت تأثیر فریدریش هولدرلین و گئورگ تراکل رسمی و اندوهناک بود، به زبانی ساده، شفاف و موسیقایی-ریتمیک تغییر دهد».
در سال ۱۹۶۳، او مدتی را در وین سپری کرد، جایی که نخستین کتاب خود را از سال ۱۹۳۹ منتشر کرد. کتاب Blinder Sommer (تابستان نابینا) با استقبال عمومی روبرو شد.

### دوسلدورف، ۱۹۶۷–۱۹۸۸
در سال ۱۹۶۷، او به اروپا بازگشت. پس از یک تلاش ناموفق برای اقامت در وین، سرانجام به دوسلدورف نقل مکان کرد. او ابتدا در یک پانسیون در خیابان  پِنزگِن‌ شتراسه 9 نزدیک ایستگاه قطار زندگی می‌کرد. او به قرائت اشعار خود در میخانهٔ افسانه‌ای اوبِرکاسلر Sassafras دعوت شد.
در این دوران، او در یک فرایند سریع و چندین مرحلهٔ فشرده، مجموعهٔ گسترده‌ای از آثار اواخر عمر خود را خلق کرد. پس از یک حادثه، از سال ۱۹۷۲ در آسایشگاه نلی زاکس برای سالمندان سکونت گزید. او که به‌شدت از التهاب مفصل رنج می‌برد، از سال ۱۹۷۸ به بعد زمین‌گیر شد، اما همچنان بخش عمده‌ای از آثارش را خلق کرد و تا سال ۱۹۸۶ اشعار خود را دیکته می‌کرد، زیرا دیگر قادر به نوشتن نبود. او در سال ۱۹۸۸ در دوسلدورف درگذشت.

## آثار
آوسلندر بیش از ۳۰۰۰ شعر سرود که عمدتاً حول محور موضوعاتی مانند "Heimat" (سرزمین مادری، بوکووینا)، کودکی، رابطهٔ او با مادرش، یهودیت (هولوکاست، تبعید)، زبان (به‌عنوان ابزاری برای بیان و حس تعلق)، عشق، پیری و مرگ می‌چرخد. در هر شعری که پس از ۱۹۴۵ نوشته شده باشد، تأثیر تجربهٔ هولوکاست محسوس است، چه مستقیماً به این موضوع بپردازد، چه نه. آوسلندر به این امید زندگی می‌کرد که نوشتن همچنان ممکن باشد، زیرا هویت خود را از نوشتن می‌گرفت: "Wer bin ich / wenn ich nicht schreibe?" ("من که هستم / اگر ننویسم؟").